# Heosemys
Heosemys Stejneger, 1902 è un genere della famiglia dei Geoemididi. Le tartarughe ad esso ascritte sono originarie dell'Asia sud-orientale.

## Tassonomia
Comprende le seguenti specie:
- Heosemys annandalii (Boulenger, 1903) - tartaruga del tempio a testa gialla
- Heosemys depressa (Anderson, 1875) - tartaruga della foresta di Arakan
- Heosemys grandis (Gray, 1860) - tartaruga di stagno gigante asiatica
- Heosemys spinosa (Gray, 1831) - tartaruga spinosa